# Казнени ударац (фудбал)
Казнени ударац (енгл. penalty kick), колоквијално једанаестерац или пенал, јесте врста казне у фудбалској утакмици која се досуђује за прекршај екипе у властитом казненом простору. Противничка екипа тада остварује право да изведе ударац на гол са удаљености од 11 метара без препрека (осим голмана).
Једанаестерци се не морају увек практиковати као врста казне. У већини фудбалских правила, у елиминационим мечевима после истека регуларног времена за игру и продужетака, победник бива одлучен једанаестерцима. У неким такмичењима они се изводе одмах после истека регуларног тока меча. 

## Досуђивање и извођење
Казнени ударац може изазвати прекршај над играчем или играње руком играча одбрамбене екипе у сопственом казненом простору.
Казнени ударац се изводи са удаљености од 11 m од гола. Место са кога се изводи казнени ударац је обележено белом тачком. Извођач казненог удараца мора бити јасно одређен, да би се тачно знало ко изводи казнени ударац. При извођењу казненог удараца између играча који изводи казнени ударац и голмана не сме бити других играча. Голман, лицем окренут према извођачу, пре извођења казненог удараца сме да се помера само по гол-линији. Сви играчи морају бити удаљени од места са кога се изводи казнени ударац најмање 9,15 m. Односно морају бити изван казненог простора и кружног одсечка који се на њега наставља, као и да буду удаљени најмање 11 m од попречне гол-линије (да се налазе иза беле тачке). Казнени ударац се изводи тако што извођач стопалом упућује лопту напред. Из казненог удараца се може директно постићи погодак. Уколико је истекао регуларни ток утакмице, а досуђен је казнени ударац, судија продужава утакмицу за време које је довољно да се изведе казнени ударац.
Такође приликом извођења казненог удараца извођач може направити финту пре него што упути лопту напред. Исто тако саиграч извођача може да утрчи у казнени простор и одигра лоптом, ако је пре тога извођач упутио лопту напред.

## Прекршаји и казне
Уколико неки играчи и одбрамбене и нападајуће екипе уђу у казнени простор пре извођења, казнени ударац се понавља.

### Прекршај одбрамбене екипе
Ако голман начини прекршај тако што крене напред са гол-линије пре извођења казненог ударца, извођење ће се поновити у случају да погодак не буде постигнут, у супротном погодак се признаје. Исти поступак се врши уколико саиграч голмана направи прекршај тако што уђе у казнени простор пре извођења казненог ударца, а да притом нико из нападачке екипе не уђе у казнени простор.

### Прекршај нападачке екипе
Ако извођач начини прекршај тако што игра лоптом након извођења, или упути лопту уназад досуђује се индиректан слободан ударац за одбрамбену екипу са места где је начињен прекршај. Ако извођач додирне лопту руком након извођења досуђује се директан слободан ударац за одбрамбену екипу. У случају да извођач изведе једанаестерац пре него што је судија дао знак за извођење, казнени ударац се понавља.
Уколико неки саиграч извођача уђе у казнени простор пре извођења казнених удараца, а да притом нико из одбрамбене екипе (осим голмана) не уђе у казнени простор, извођење се понавља уколико је постигнут погодак, док се у супротном досуђује индиректан слободан ударац за одбрамбену екипу. Исти случај се дешава ако саиграч извођача изведе казнени ударац уместо самог извођача.

## Одређивање победника утакмице
Једанаестерци могу да одлуче победника утакмице у многим такмичењима. Најчешће се то дешава у куп такмичењима. Једанаестерци који одлучују победника утакмице изводе се после нерешеног резултата у продужецима. У двоструком куп такмичењу једанаестерци се изводе у случају да је укупни резултат нерешен након обе утакмице и продужетака у реванш утакмици, а да пре тога победник није одлучен захваљујући правилу гола у гостима, ако се то правило примењује у зависности од пропозиција такмичења. У неким такмичењима се једанаестерци изводе одмах након нерешеног резултата у регуларном току утакмице (пример је Куп Србије у фудбалу).
Пре почетка извођења једанаестераца судија бира гол на који ће се шутирати једанаестерци, док се бацањем новчића утврђује ко ће први почети извођење. Тренери екипа праве редослед извођача и дају га судији. Екипе које су завршиле део утакмице пре извођења једанаестераца остају на терену у средишњем кругу, не рачунајући голмане и извођача једанаестерца. Уколико број играча у екипама није исти екипа која има више играча ће изоставити онолико играча за колико има више од противничке екипе. Голман који не брани једанаестерац стоји на пресеку казненог простора и попречне гол-линије. Ако се голман повреди у току извођења једанаестерац он може бити замењен уколико екипа није извршила максималан број замена.
Изводи се наизменично по пет једанаестераца, а победник је екипа која постигне више голова након тих пет извођења. Уколико пре него што свака екипа изведе пет једанаестераца, резултат буде такав да екипа која је постигла мање голова од друге екипе не може да постигне довољан број голова како би изједначила резултат у току извођења, извођење једанаестераца се завршава. Уколико је након пет извођења од стране обе екипе резултат нерешен, обе екипе изводе по један једанаестерац. У случају да једна екипа постигне гол након једанаестерца, а друга не, извођење се завршава. Уколико је резултат нерешен и после извођења свих играча укључујући и голмана, играчи који су већ изводили поново изводе по један једанаестерац без обзира на редослед извођења све док се не реши питање победника.

## Знаци судија
Главни судија досуђује казнени ударац тако што руком покаже на белу тачку, место одакле се изводи казнени ударац. У току извођења главни судија заузима положај тако да може да има преглед да ли неки играч чини прекршај (улази пре извођења у казнени простор и сл.), док помоћни судија који се налази на половини терена где је досуђен казнени ударац прилази на место пресека казненог простора и попречне гол-линије, да би имао преглед да ли голман чини прекршај.
У току извођења казненог ударца који одлучују победника утакмице главни судија заузима исти положај као код извођења казненог ударца у току регуларног дела утакмице, док први помоћни судија стоји на пресеку голманског простора и попречне гол-линије, док други помоћни судија стоји код средишњег круга на терену.